# Gustavia gentryi
Gustavia gentryi är en tvåhjärtbladig växtart som beskrevs av Scott A. Mori. Gustavia gentryi ingår i släktet Gustavia och familjen Lecythidaceae.
Artens utbredningsområde är Colombia. Inga underarter finns listade i Catalogue of Life.